# Neil Cottrill
Neil Cottrill (* 5. September 1971 in Manchester) ist ein englischer Badmintonspieler, der später für Wales startete. 

## Karriere
Neil Cottrill gewann nach zwei Juniorentiteln in England und Bronze bei der Junioreneuropameisterschaft 1989 Silber bei den Weltmeisterschaften der Studenten 1992. 1993 siegte er bei den Czech International und 1994 steigerte er sich auf Gold bei der Hochschulweltmeisterschaft. 1999 gewann er seinen ersten nationalen Titel in Wales, gefolgt von fünf weiteren Siegen bis 2002.

## Sportliche Erfolge
| Saison | Veranstaltung                             | Disziplin    | Platz | Name                              |
| ------ | ----------------------------------------- | ------------ | ----- | --------------------------------- |
| 1989   | Junioren-Europameisterschaft              | Herrendoppel | 3     | John Quinn / Neil Cottrill        |
| 1989   | England: Einzelmeisterschaft der Junioren | Herrendoppel | 1     | Neil Cottrill / John Quinn        |
| 1990   | England: Einzelmeisterschaft der Junioren | Mixed        | 1     | Neil Cottrill / Joanne Wright     |
| 1992   | Weltmeisterschaften der Studenten         | Herrendoppel | 2     | John Quinn / Neil Cottrill        |
| 1993   | Czech International                       | Herrendoppel | 1     | Neil Cottrill / John Quinn        |
| 1994   | Weltmeisterschaften der Studenten         | Herrendoppel | 1     | John Quinn / Neil Cottrill        |
| 1999   | Wales: Einzelmeisterschaften              | Herrendoppel | 1     | Chris Rees / Neil Cottrill        |
| 2000   | Wales: Einzelmeisterschaften              | Herrendoppel | 1     | Chris Rees / Neil Cottrill        |
| 2001   | Wales: Einzelmeisterschaften              | Mixed        | 1     | Neil Cottrill / Joanne Muggeridge |
| 2001   | Wales: Einzelmeisterschaften              | Herrendoppel | 1     | Chris Rees / Neil Cottrill        |
| 2002   | Wales: Einzelmeisterschaften              | Mixed        | 1     | Neil Cottrill / Joanne Muggeridge |
| 2002   | Wales: Einzelmeisterschaften              | Herrendoppel | 1     | Chris Rees / Neil Cottrill        |